# Utile (navire)

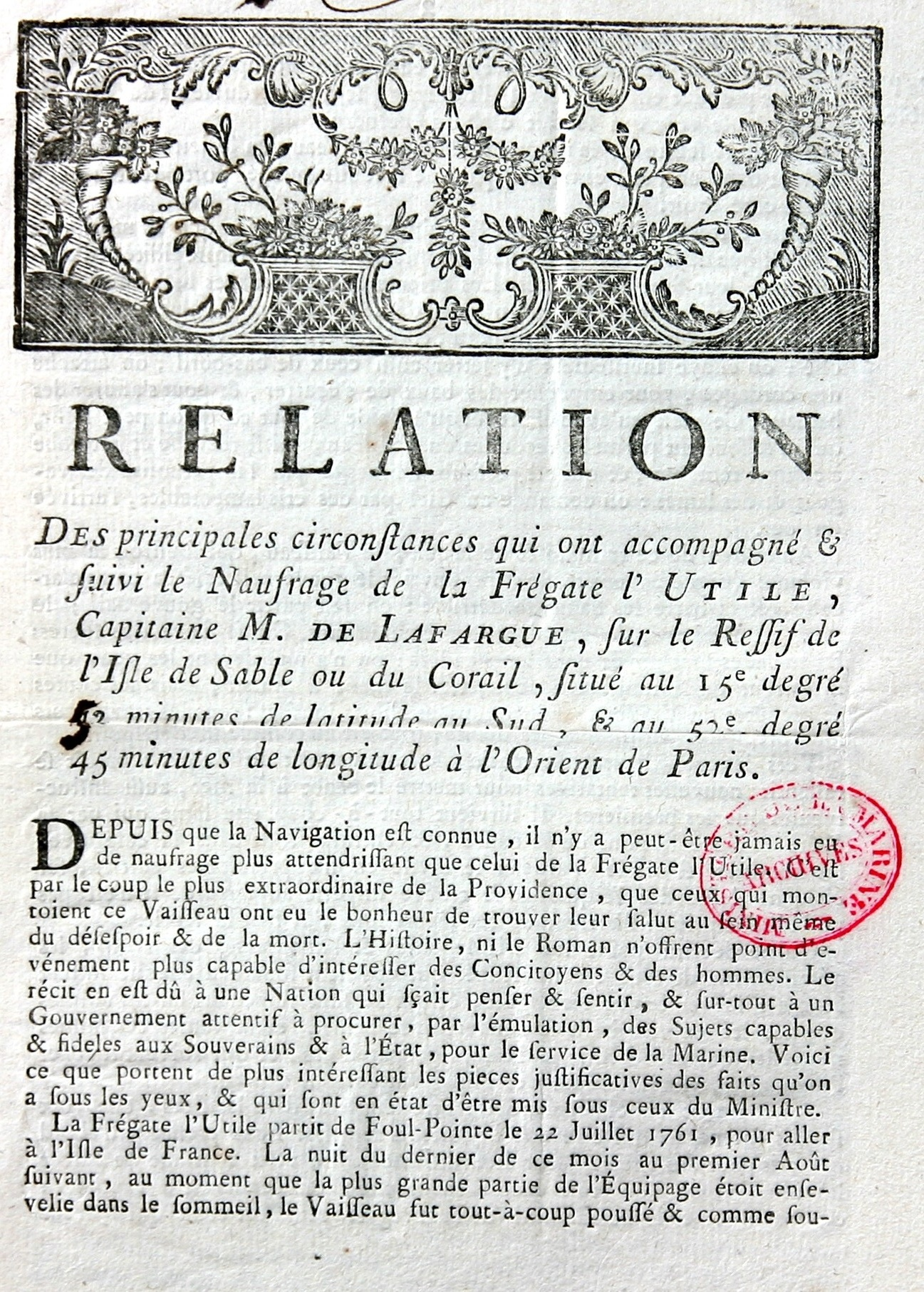
Rapport imprimé sur les circonstances du naufrage (Archives nationales), XVIII.

L'Utile est une flûte, navire de commerce devenu opportunément navire négrier de la Compagnie française des Indes orientales, qui fit naufrage dans la nuit du 31 juillet au 1er août 1761 à l'île de Sables (Tromelin), dans l'océan Indien, alors qu'elle transportait des captifs de Madagascar à l'Île de France, en réalité vers l'île Rodrigues, pour les réduire en esclavage.
Les rescapés des premiers naufragés malgaches y demeurèrent quinze ans avant d'être sauvés en 1776 par Jacques-Marie Boudin de Tromelin qui donna son nom à l'île.

## Historique

### Bâtiment

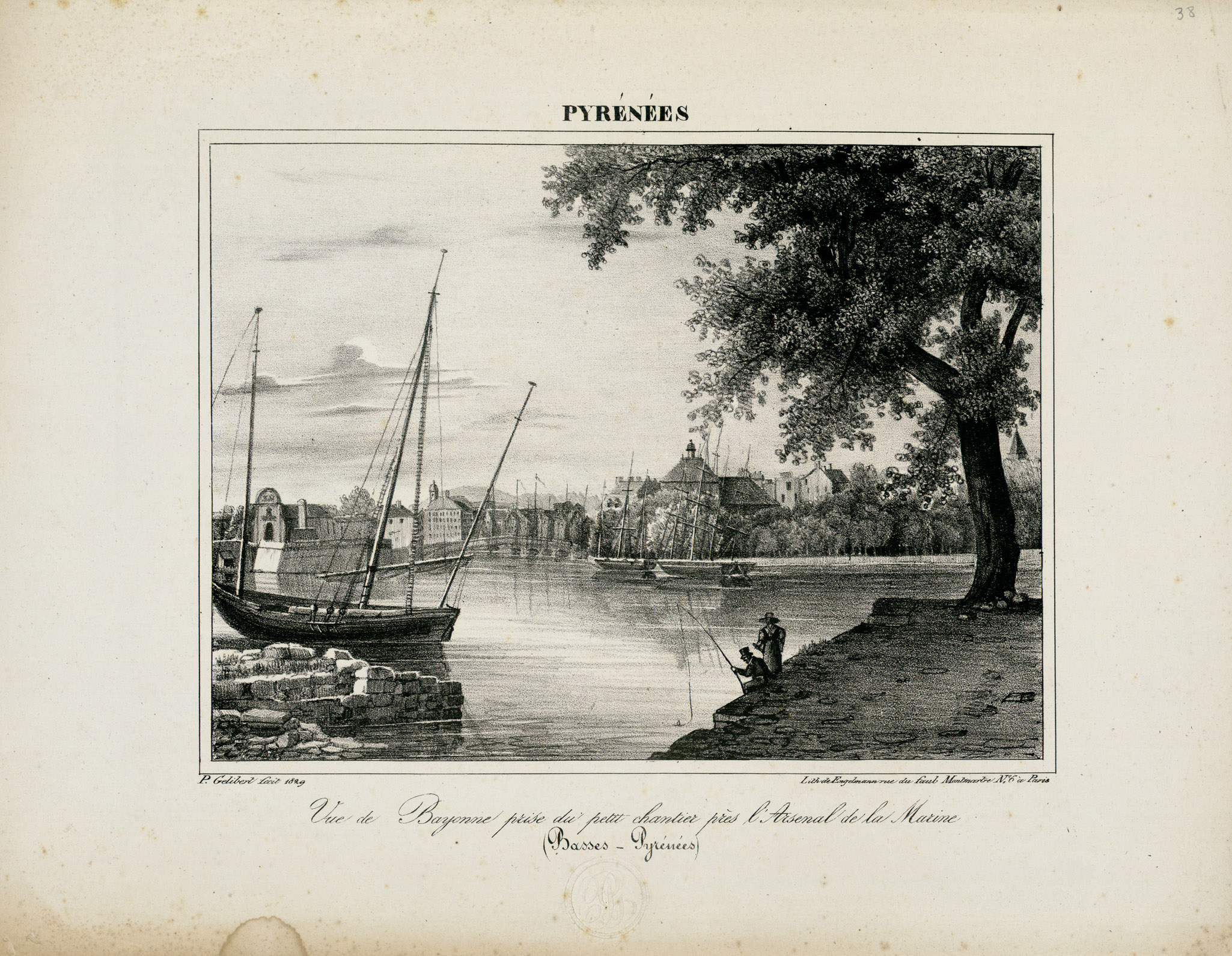
Vue de Bayonne prise en 1829 depuis le petit chantier près de l'arsenal royal en 1829.

L'Utile est un trois-mâts, bâtiment de charge de 800 tonneaux, construit en 1759 à l'arsenal royal de Bayonne en France, « jumeau » de la flûte Adour (qui accompagnera son trajet), sous la houlette de Mathurin Louis Geoffroy, maître constructeur de la Marine royale. Il est ensuite acheté par la Compagnie française des Indes orientales — créée en 1664 par Colbert, et qui détient le monopole du commerce colonial —, aux fins de servir et d'apporter aux colonies des produits et matériaux de la métropole, avant d’y retourner avec une cargaison de produits coloniaux, tels que du café, des épices, des tissus ou du sucre,.

La frégate est affrétée par le banquier et négociant Jean-Joseph de Laborde et commandée par le capitaine Jean de Lafargue, payé 200 livres par mois ; son premier lieutenant, commandant en second, est Barthélémy Castellan du Vernet et l'écrivain de bord, Hilarion Dubuisson de Keraudic,,.

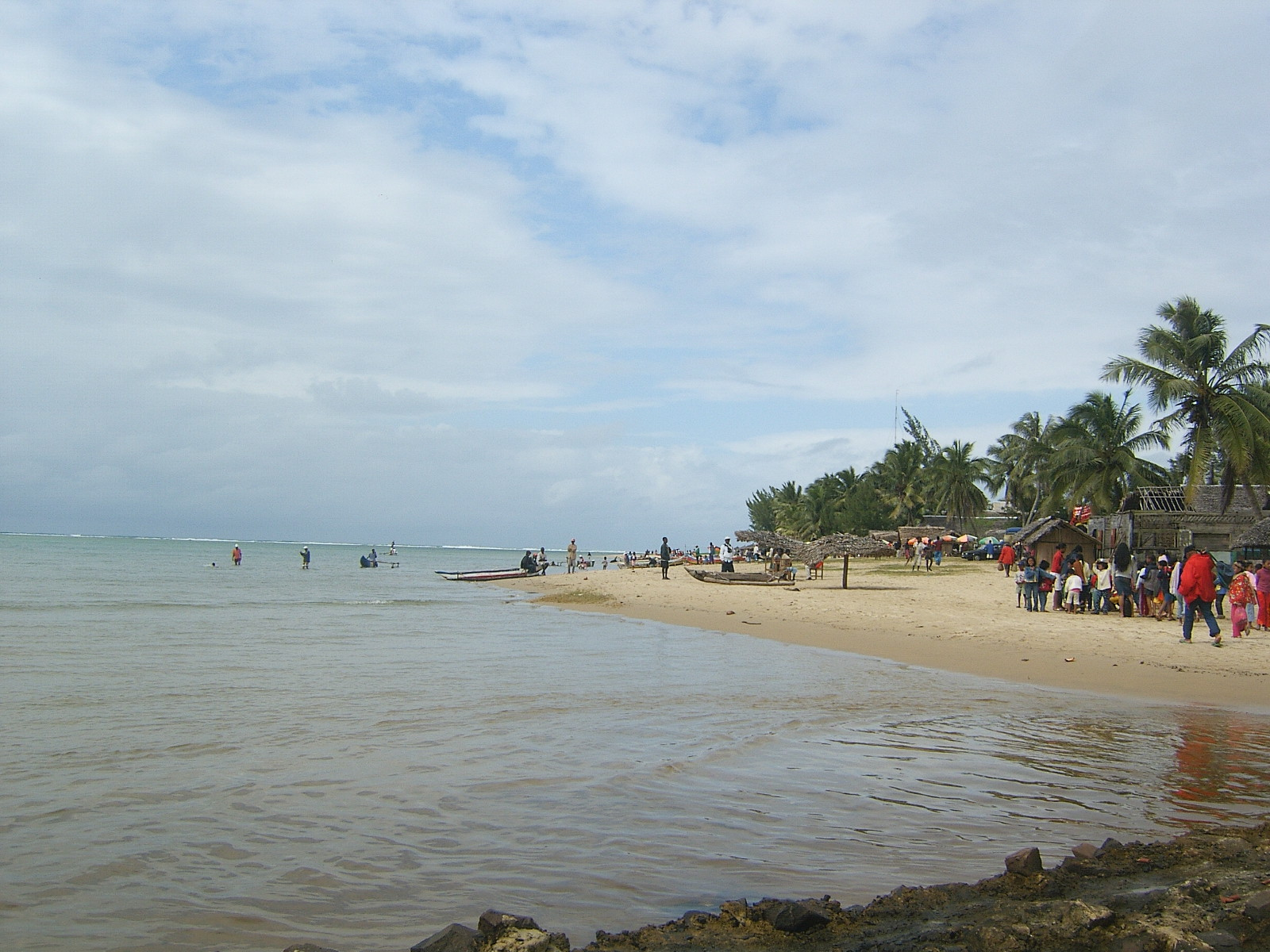
Plage de Foulpointe d'où partirent les captifs, Madagascar

### Départ et trajet
L'Utile avait quitté le port de Bayonne avec 142 hommes d'équipage, le 17 novembre 1760, en passant par le fleuve l'Adour à la grande marée pour rejoindre, au terme de ce court voyage fluvial, le petit havre espagnol de Pasajes (Pasaia ou Passages) où fut achevé son armement.
Le vaisseau file au large du cap Finistère vers l’île de Madère puis celles des Canaries. Au début de janvier 1761, à mi-distance entre l’Afrique et l’Amérique du Sud, l’Equateur est franchi. Ensuite, le navire effectue le tour de l’Afrique par l’est et la navigation jusqu’au Cap de Bonne-Espérance (Afrique du Sud actuelle) va durer une quarantaine de jours ; on sonde les fonds pour éviter les bancs de sable. L'Utile longe ensuite la côte sud-africaine jusqu’au niveau de Durban. Là, un cap est maintenu à la latitude de 35° sud. La mer est difficile et la zone est redoutée pour ses vents violents. À partir du sud de l'archipel des Mascareignes, l'Utile entame enfin sa remontée vers le nord et l'isle de France (actuelle Maurice). Finalement, après 147 jours de mer, soit un peu moins de cinq mois, l'Utile ancre enfin à Port-Louis en isle de France, le 12 avril 1761 et aucune perte humaine n’est à déplorer alors.

### Différentes «marchandises»
Cette escale permit d'acheter au comptoir de Foulpointe des vivres, du riz (estimé à 50 tonnes) et des bœufs (estimés à 150 têtes de zébus) que les 5 bouchers, 2 tanneurs et 2 tonneliers embarqués au sein de l’équipage, devaient abattre et conditionner en avance de phase sur l'île, l'Utile n’étant pas équipée pour ce faire.
Mais aidé de complicités (chef de poste, subordonnés, partie de l’administration de l’île de France), le gouverneur de l'île décida d'envoyer ensuite l'Utile sur la côte orientale de Madagascar et y embarquer en fraude, le 22 juillet 1761, cent soixante hommes, femmes et enfants malgaches à Foulpointe, achetés à la demande des colons, pour la somme de 25 000 livres (soit environ 30 piastres par personne).
Le but était d'emmener ce « bois d'ébène » en esclavage à l'île Rodrigues et aux Mascareignes pour le revendre à raison de 70 piastres par personne afin d'en tirer bénéfice et qu'il serve de main-d'œuvre gratuite dans les plantations coloniales et ce, malgré l'interdiction politique de la traite négrière décrétée à ce moment-là par le gouverneur, par crainte d'un blocus de l'île par les Anglais et donc celle d'avoir le cas échéant, des bouches supplémentaires à nourrir. Il s'agissait donc d'un détour discret de quelque 560 kilomètres pour procéder à la vente des captifs en tant qu'esclaves lors de l'escale, sur l'ordre du capitaine Lafargue.

### Naufrage

Petites îles de Tromelin et Rodrigues dans l'Océan indien

Le 22 juillet 1761, le navire ainsi chargé de vivres et de marchandise humaine quitte Madagascar.
Le changement de route par le nord de l'île de France malgré l'avis des conseillers de Lafargue, son choix d'une carte obsolète pour une zone réputée dangereuse et plusieurs erreurs de navigation nocturne et même la veille font échouer la frégate qui voguait à la vitesse de 4 nœuds (un peu plus de 7 km/h), dans la nuit du 31 juillet au 1er août 1761, sur les récifs coralliens qui ceinturent Tromelin, île appelée à l'époque « Isle de Sable », découverte en 1722 et représentée pour la première fois sur une carte en 1739 mais jamais explorée depuis. Immobilisée au milieu des déferlantes, son gouvernail est arraché, sa coque se délite, ses ponts s’effondrent, la frégate se brise près de cette île plate, quasiment invisible de nuit,.
Parmi les hommes d'équipage et les passagers, 18 se noient et 123 survivent. Quant aux captifs, environ 72 meurent et 80 ont la vie sauve - le faible nombre de rescapés parmi les esclaves s'expliquant par leur enfermement la nuit dans les cales aux portes cloutées, de crainte d'une rébellion,,,.

### Organisation

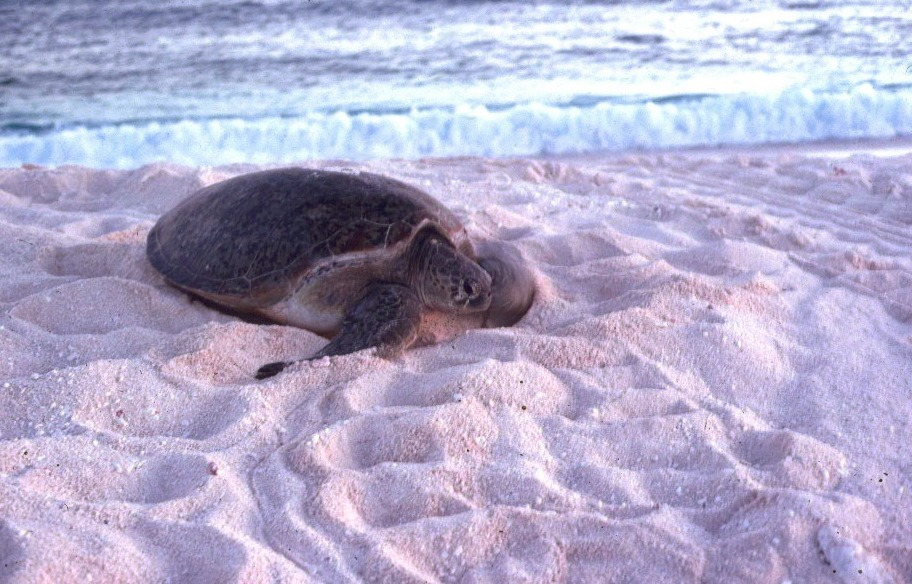
Tortue sur la plage de Tromelin

Le capitaine Jean de Lafargue, ayant perdu la raison à la suite de la perte de son navire, est remplacé par son commandant en second, le premier lieutenant de frégate Barthélémy Castellan du Vernet. Sur l'île mesurant moins d'un kilomètre carré, celui-ci fait construire deux campements sommaires, l'un pour l'équipage et l'autre pour les esclaves, une forge et, avec les matériaux récupérés de l'épave, fait commencer la construction d'une embarcation. Les rescapés creusent également un puits de cinq mètres de profondeur, permettant d'obtenir de l'eau à peine potable, et se nourrissent des vivres récupérés, d’œufs trouvés, de coquillages, de tortues et d'oiseaux de mer (sterne fuligineuse) qu'ils parviennent à attraper.
Trois jours après le naufrage, une trentaine de Malgaches sont déjà morts de privation, ce qui n'est le cas d'aucun des Français,.

Un rescapé de l’île de Sable témoigne : 
« L’île de Sable, suivant les cartes, est de corail. Suivant moi, n’a que 3/4 de lieues de tour en ovale, est plate, bordée de longs et furieux récifs. Il n’y a jamais crû un brin d’herbe. Elle est habitée par des oiseaux; nous y mangions par jour 6 000 œufs frais comme ceux des poules et de ces goélettes noires. Un matelot a mangé à 1 repas 12 goélettes et 64 œufs gros comme ceux de poules ». 

### Sauvetage des Français
Au bout de deux mois, l'équipage français arrive à ses fins en octobre 1761 et les 122 hommes d'équipage restants, ainsi que leur chapelle portative, prennent difficilement place dans l'embarcation de fortune fabriquée (32,5 pieds de long sur 12 de large soit 10,50 m x 3,90 m) et baptisée Providence, afin de rejoindre Madagascar, à plus de 500 km de là, abandonnant ainsi les captifs noirs sur l'île, avec quelques vivres et la promesse de revenir les sauver. Huit Malgaches sont déjà morts depuis le naufrage et donc une soixantaine d'entre eux, qui ont pourtant participé activement à la fabrication de la Providence, demeurent sur cette île hostile, plate, notamment dépourvue d'arbres et de végétation, que balaient sans relâche tempêtes tropicales et cyclones, et inondée à chaque marée,.
Les marins de l'Utile atteignent Madagascar en un peu plus de quatre jours. Le chef d’escadre Froger de l'Éguille recueille le témoignage du capitaine Lafargue qui raconte l’aventure en détail en minimisant toutefois à 60 le nombre d’esclaves abandonnés sur l’île.
Les rescapés sont transférés le 26 octobre à bord du Silhouette jusqu'à l'île Bourbon (aujourd'hui La Réunion), traversée durant laquelle le capitaine Lafargue décède le 12 novembre de maladie et onze hommes de « fièvres malgaches », puis arrivent à Port-Louis d'Île de France (aujourd'hui île Maurice), le 25 novembre 1761.

### Abandon des Malgaches

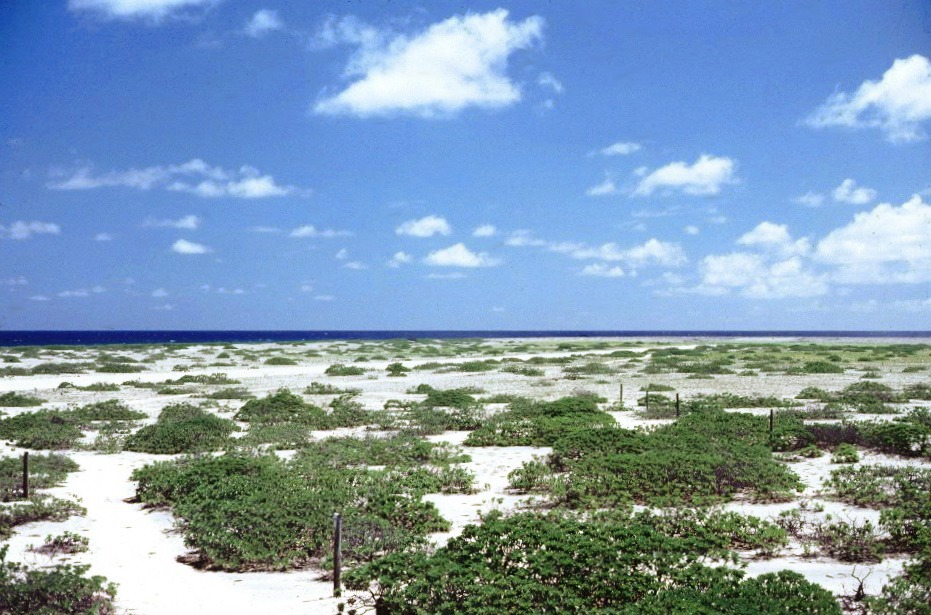
Paysage de l'île de Tromelin

Arrivé à Bourbon, le lieutenant Castellan du Vernet demande à de nombreuses reprises l'autorisation d'aller secourir les captifs abandonnés derrière lui sur l'île mais le gouverneur Antoine-Marie Desforges-Boucher, furieux que le capitaine Lafargue ait enfreint ses ordres de ne pas importer d'esclaves sur l'Île de France, refuse catégoriquement et ne donne pas au lieutenant Castellan du Vernet le bateau qu'il réclame pour retourner chercher les familles qu'il avait laissées derrière lui.
Après quelques mois, Castellan finit par abandonner et quitte l'Île de France pour rentrer en France métropolitaine fin août 1762. La nouvelle de cet abandon arrive à Paris et agite un temps le milieu intellectuel de la capitale, avant que les naufragés ne soient oubliés avec la fin de la guerre de Sept Ans (1756 à 1763) et la faillite de la Compagnie des Indes.

#### Persévérance de Castellan du Vernet
Restant tourmenté par sa promesse non tenue et malgré sa santé altérée, Castellan du Vernet écrit de Lorient en septembre 1772 à Pierre Étienne Bourgeois de Boynes, secrétaire d’État à la Marine, pour appeler à nouveau au sauvetage des Malgaches, : 
« Monsieur,
L'humanité m'engage de vous faire part qu'étant premier lieutenant sur la flûte L'Utile, j'eux le malheur d'éprouver son naufrage le 22 juillet 1761 sur l'isle de sable qui est au nord de l'Isle de Bourbon, sur laquelle nous réstames cinquante sept jours. Nôtre principale nouriture fût des oiseaux de mer, et leurs œufs, sans les secours desquels nos forces n'eussent pas été assés suffisantes pour construire une ambarquation des debris que nous sauvames, qui ne furent pas assés étendus pour donner assés de capacité à l'ambarquation
../..
pour prendre quatre vint dix noirs et négresses qui par leur travail assidu avoient le plus contribué à la sortie de cette Isle à l'équipage sauvé du  naufrage ; au nombre de cent vingt deux Européens qui furent sauvés sur l'embarquation construite, que nous nommames La Providence ; qui fit route pour Madagascar, et nous arrivames le quatrieme jour à Foulpointe ; où le vaisseau le Silhouét nous reçeut pour passer à l'Isle de France ; où je répresentois aux Commandants les Obligations que nous avions aux noirs que nous avions été forcés à régrét d'abandonner. Monsieur de St. Georges qui y commandoit la Marine, m'avoit promis une goëllete pour les aller prendre. Mais on eut connoissance des ennemys à l'Isle Rodrigue, ce qui ralentit toux les motifs d'humanité et toutes mes récidives représentatives furent infructueuses. En 1762, je repassay en France après l'assurance que Les Chefs m'avoient donnée qu'on y eut envoyé à la
../..
belle saison prochaine. On m'a assuré qu'on ne l'a pas fait. Si ma santé qui est tres delabrée par mes navigations, et surtout par les suites de ce naufrage, [ne l'était pas autant], je vous soliciterois Monsieur pour m'embarquer sur quelqu un des petits batiments que vous faites partir, afin d'aler reconnoître l'isle à distinguer s'il n'y resteroit pas encore quelques uns de ces infortunés noirs, ce qui est tres aisé de decouvrir sans mettre pied à terre, vu que l'Isle est plate, et entierement dépourvüe de boys ny verdure, ny susceptible d'en produire. On pourroit tirer quelques coup de canons qui reveilleroient coeux qui auroient pu exister. Je me feray un devoir, de donner le plan de cette Isle.
Je suis tres respectueusement
Monsieur
Vôtre tres humble et tres obeissant serviteur
Castelan Du Vernet
à Lorient le 14 Spbre 1772 »

### Sauvetage des Malgaches

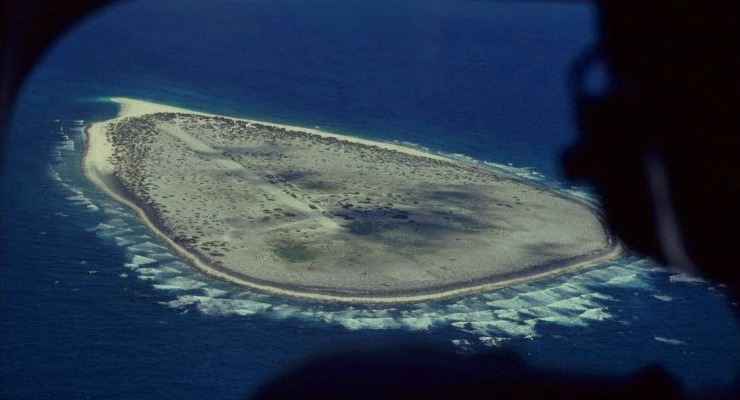
Vue aérienne de Tromelin dans l'Océan indien

Malgré plusieurs tentatives infructueuses d'abordage de navires (1768, 1773, 1774, 1775), ce n'est que 15 ans plus tard que, envoyé par le chevalier du Ternay, l'enseigne de vaisseau Jacques-Marie Boudin de Lanuguy de Tromelin porte secours à bord de la corvette Dauphine aux huit dernières survivantes (sept femmes et un nourrisson de 8 mois) de l'Utile, en novembre 1776, en supervisant l'envoi de l’officier Lepage sur une pirogue locale de pêche,,.
En arrivant sur cette île dépourvue d'arbres hormis quelques arbustes tels le veloutier ou le pourpier, Tromelin découvre ces survivantes vêtues de plumes tressées et qui ont réussi, pendant toutes ces années, à maintenir un feu allumé grâce au bois provenant de l'épave de la flûte qui les avait conduites jusque là. Accueillies à Port-Louis sur l'île de France, le 14 décembre 1776, les Malgaches sauvées et considérées comme libres, refusent d'être reconduites à Madagascar, craignant de devenir les « esclaves des autres Noirs »,.

## Témoignages
- Relation des principales circonstances qui ont accompagné le naufrage de la frégate l’« Utile », imprimé début 1763 à Bordeaux chez Jean Chappuis , sans doute rédigée par le chirurgien du bord, Herga, rentré en France peu après le drame, paraphé par 28 membres de l’équipage de l'Utile, célébrant les mérites de Castellan à chaque paragraphe[5] ;
- Document anonyme, attribué avec certitude à l’écrivain du bord, Hilario Dubuisson de Keraudic. Ce récit décrit ce qu’il advint au cours de la période allant de la veille du naufrage jusqu’au départ des Français de l’île de Sable, deux mois plus tard[13] ;
- Lettre du lieutenant Castellan du Vernet à Pierre Étienne Bourgeois de Boynes (1718-1783), secrétaire d’État à la Marine, datée du 14 septembre 1772[11] (voir supra) ;
- Témoignage écrit d'un rescapé[1] (voir supra) ;
- Lettre de M. Maillart, Intendant des Isles de France et de Bourbon à Antoine de Sartines, Ministre de la Marine, datée du 16 décembre 1776[4],[14] ;

## Expéditions

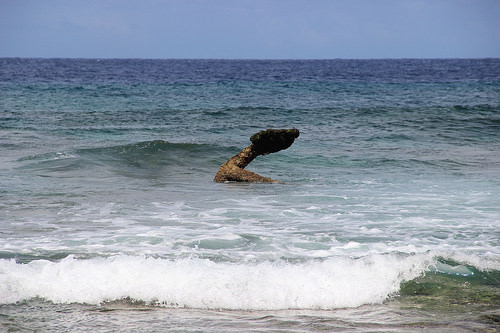
Ancre retrouvée de lUtile marque le lieu du naufrage à Tromelin

En 1953, une piste d'aviation et une station météorologique s'implantent exactement sur le lieu même de l’habitat des naufragés de l'Utile, ce qui est fatal aux traces qu'ils avaient laissées.
Plusieurs expéditions archéologiques dont le GRAN (Groupe de recherche en archéologie navale) se relayèrent entre 2006 et 2013 et fouillèrent l'île et alentour à la recherche des traces des naufragés dans le but de mieux comprendre leurs conditions de vie pendant ces quinze années. Elles rapportent de nombreuses découvertes : l'épave de l'Utile, l'artillerie (canons, boulets), des ancres, des lests, des soubassements d'habitation, des gamelles de cuivre, des bâtiments, des foyers, une cuisine équipée, des outils, un galet à affutage, des briquets, des silex, deux corps enterrés, un journal de bord,,,,,,,,,.

## Abolitionnisme

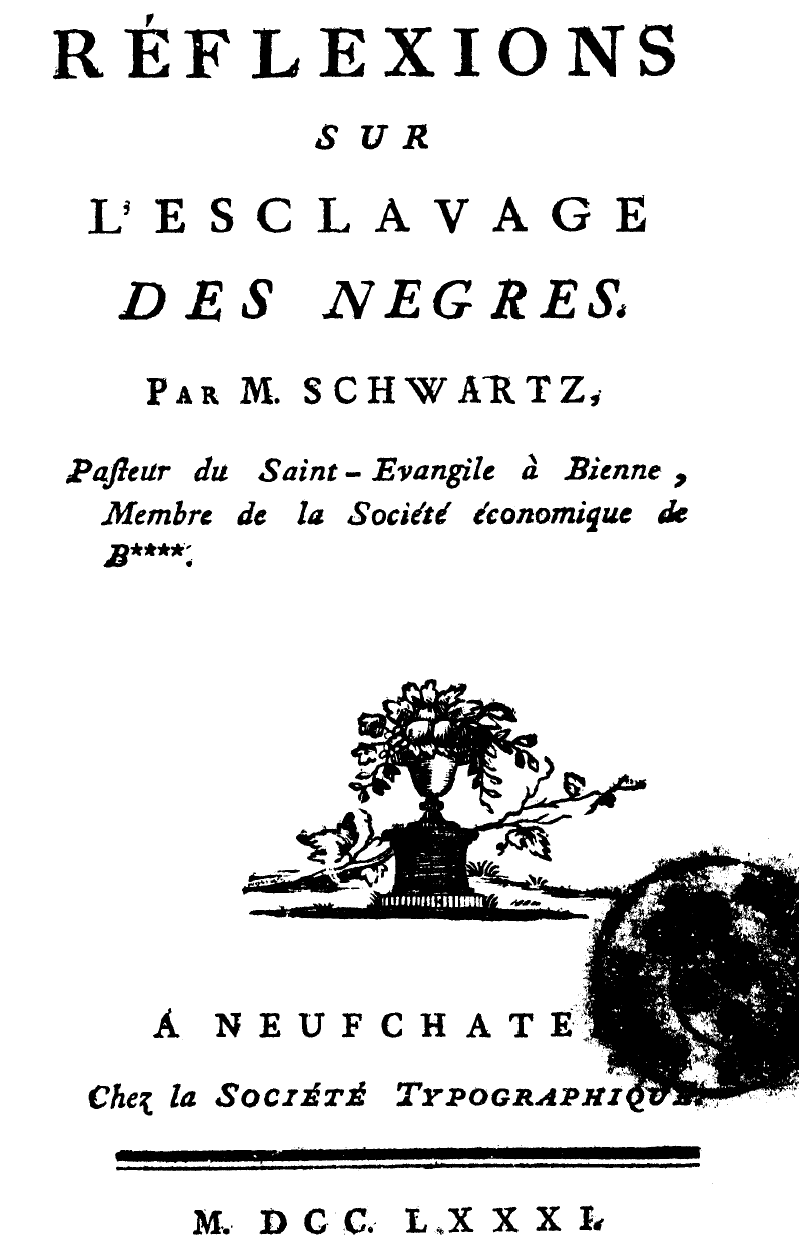
Couverture de Réflexions sur l'esclavage des Nègres, Cordorcet, 1784

En 1784, le philosophe Nicolas de Condorcet sous le pseudonyme du « pasteur Schwartz » dénonce la cruauté des Blancs et l'esclavage dans sa Réflexions sur l'esclavage des nègres, en s'appuyant sur l'histoire des passagers de l'Utile :
« (...) En 1761, le vaisseau l’Utile échoua sur l’Isle de Sable. M. de la Fargue, capitaine, ses officiers, & l’équipage, composé de Noirs & de Blancs, employerent six mois à construire une espece de chaloupe. Elle ne pouvoit contenir que les Blancs. Trois cents Noirs, hommes ou femmes, consentirent à leur départ, & à rester sur l’Isle, avec la promesse solemnelle qu’aussitôt l’arrivée de M. de la Fargue à l’isle de France, les Blancs enverroient un vaisseau pour ramener leurs malheureux compagnons. La chaloupe arriva heureusement à Madagascar, on demanda un vaisseau à l’administration de l’Isle de France, pour aller chercher les Noirs, laissés dans une isle presqu’entierement couverte d’eau à chaque marée, où l’on ne trouve ni arbres ni plantes, où ces trois cents Noirs n’avoient pour lit qu’une terre humide, & pour nourriture que des coquillages, des œufs d’oiseaux de mer, quelques tortues, le poisson & les oiseaux qu’ils pouvoient prendre à la main. M. Des Forges, alors gouverneur de l’Isle de France, refusa d’envoyer un vaisseau, sous prétexte qu’il couroit risque d’être pris. En 1776, après treize ans de paix, M. le chevalier de Ternai envoya M. Tromelin, lieutenant de vaisseau, sur la corvette la Silphide, chercher les restes de ces infortunés, abandonnés depuis quinze ans. Il ne paroit pas que dans l’intervalle on eût fait aucune tentative sérieuse. M. Tromelin, arrivé près de l’Isle de Sable, détacha une chaloupe, commandée par M. Page, elle aborda heureusement. On trouva encore sept Negresses & un enfant né dans l’Isle, les hommes avoient tous péri, soit de misere & de désespoir, soit en voulant se sauver sur des radeaux, construits avec les restes du vaisseau l’Utile. Ces Negresses s’étoient fait des couvertures avec les plumes des oiseaux qu’elles avoient pu surprendre. Une de ces couvertures a été présentée à M. de Sartine. »
En 1790, Mirabeau compare les navires négriers à des « cercueils flottants », mais ce n'est qu'en 1848 que l’esclavage sera définitivement aboli dans les colonies.

## Toponyme
Au XIXe siècle, l’Isle de Sable est rebaptisée du nom de Tromelin, en 1825, sur un relevé hydrographique anglais sous l'appellation Sandy Island of Tromelin mais seulement vers 1885 chez les francophones,,.

## Exposition
Cette histoire tragique est relatée dans l'exposition itinérante Tromelin. L'Île des esclaves oubliés, présentée successivement depuis 2015 au Château des ducs de Bretagne à Nantes, au Musée de la Compagnie des Indes à Lorient, au Musée d'Aquitaine à Bordeaux, au Musée basque et de l'histoire de Bayonne, au Musée de Tatihou dans la Manche (du 31 mars au 4 novembre 2018). Elle sera visible au Musée de l'Homme à Paris en 2019. Parallèlement, une version a circulé en outre-mer, au Musée Stella Matutina, île de La Réunion ; au Musée d'archéologie en Martinique ; à Kourou en Guyane.
La bande dessinée de Sylvain Savoia, Les esclaves oubliés de Tromelin (Aire libre), illustre une partie des panneaux d'exposition.